# Principles of Moral and Political Science
Principles of Moral and Political Science è la quarta opera scritta da Adam Ferguson.

## Concezione
Nel 1785 il filosofo si dimise dall’incarico di professore dell’università di Edimburgo e si dedicò alla revisione delle sue lezioni. Le opere precedentemente scritte come in particolare Institutes of Moral Philosophy erano utilizzate come testi di studio per le sue lezioni di filosofia morale.

## Contenuti
Il primo volume inizia con l’introduzione in cui si spiega come l’autore si sia dedicato alla letteratura e filosofia e dei suoi anni da professore all’università di Edimburgo. L’opera è di carattere sociologico ed antropologico e segue un approccio di tipo empirico fondato sui dati dell'esperienza e della pratica, e soprattutto sulla ricerca di prove concrete a sostegno delle affermazioni. Ferguson ritiene che il metodo che permette di conoscere l’uomo sia quello relativo all’esperienza diretta mediata dal procedimento scientifico.
Nei capitoli del libro Ferguson riconosce una particolare scala di esseri viventi. Ritiene che l’uomo sia indipendente, autosufficiente e interessato all’evoluzione. A differenza dell’animale ha un vantaggio: è in grado di progredire e migliorare grazie alla sua capacità inventiva. Ha la capacità di provare desideri, di riflettere, di fare previsioni e di apprezzare ciò che è nel suo interesse che finisce per essere il suo obiettivo principale. In questo modo però l’uomo confonde la mole delle ricchezze possedute con il valore della persona. Accade così, secondo Ferguson, che il desiderio di perseguire il proprio interesse conduce l’uomo a negare uno dei principi fondamentali della vita umana, la propensione all’unione e all’associazione.
Il cammino verso il progresso e il perfezionamento può essere interrotto quando sopravvengono l’avidità di profitto e la brama di guadagno. L’avidità rende gli individui disinteressati all’attività che i suoi simili svolgono: ognuno lavora per se stesso per raggiungere i propri scopi personali dimenticandosi completamente di essere parte della società. La comunità si sgretola e l’uomo si autodistrugge. Questo processo è normalmente tipico nei regimi politici di carattere dispotico.
Ferguson nella sua analisi ha però una visione ottimistica: egli ritiene che il declino e l’autodistruzione non devono avvenire necessariamente e mostra come fuggire all’involuzione. Il messaggio finale dell’opera è la completa fiducia nelle capacità del singolo individuo. Ferguson crede che l’uomo possa essere attento e interessato anche ai rapporti sociali oltre che al proprio fine egoistico. Attraverso l’osservazione dei comportamenti dell’individuo appare evidente che egli, perseguendo i propri obiettivi egoistici, non giunge mai alla felicità o, nel caso in cui accada, questa duri per un brevissimo lasso di tempo. Il vero obiettivo dell’individuo dovrebbe consistere nel benessere della società, poiché è quello che porta alla felicità del singolo individuo e dell’umanità nel suo complesso.